# 膜叶荨麻
膜叶荨麻（学名：Urtica membranifolia）是荨麻科荨麻属的植物。分布于锡金以及中国大陆的西藏等地，生长于海拔2,400米至2,750米的地区，一般生长在林中，目前尚未由人工引种栽培。